# Gurcy-le-Châtel
Gurcy-le-Châtel település Franciaországban, Seine-et-Marne megyében. Lakosainak száma 563 fő (2022. január 1.). Gurcy-le-Châtel Villeneuve-les-Bordes, Donnemarie-Dontilly, Égligny, Meigneux és Montigny-Lencoup községekkel határos.

## Népesség
A település népességének változása:
| Lakosok száma | 574  | 575  | 582  | 573  | 568  | 565  | 564  | 564  | 563  |
|               | 2013 | 2015 | 2016 | 2017 | 2018 | 2019 | 2020 | 2021 | 2022 |